# محاري تنوبي
محاري تنوبي (الاسم العلمي: Pleurotus abieticola) هو نوع من الفطريات يتبع جنس المحاري من فصيلة المحارية.